# El día del juicio mortal
El día del juicio mortal (en inglés: Dead Reckoning) es el undécimo libro de la serie The Southern Vampire Mysteries de Charlaine Harris. Fue publicado en Estados Unidos el 3 de mayo de 2011 y en España en septiembre de 2011.